# Clermont (Nowy Jork)
Clermont – miasto w Stanach Zjednoczonych, w stanie Nowy Jork, w hrabstwie Columbia.